# سفیدگرایی

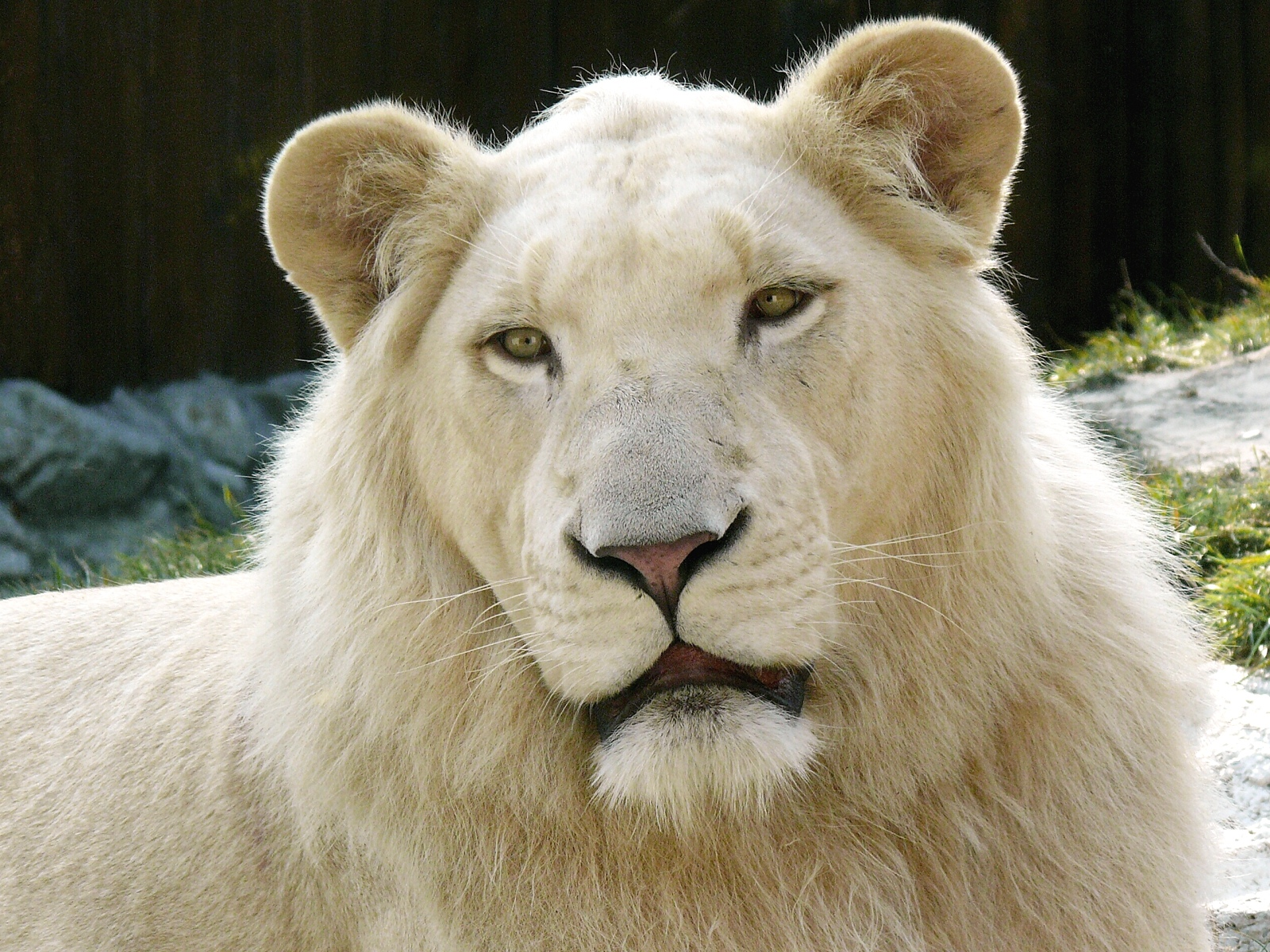
شیرهای سفید رنگ پوست خود را به دلیل یک الل چیره دارند.

سفیدگرایی یا لیوسیسم (به انگلیسی: Leucism) وضعیتی در جانوران است که در آن رنگدانه‌های پوست کم است. برخلاف آلبینیسم، این پدیده به دلیل کاهش در همه رنگدانه‌های پوست به وجود می‌آید و نه تنها ملانین. سفیدگرایی ممکن است در دو حالت سراسر بدن یا بخشی از بدن رخ دهد. از تفاوت‌های برجسته زالی (آلبینیسم) با سفیدگرایی (لیوسیسم) سراسری، در رنگ چشم آنهاست که در زالی، رنگ چشم‌ها به‌طور غیرعادی قرمز و روشن هستند.
واژه لیوسیسم از اصطلاح‌شناسی پزشکی گرفته شده‌است. ریشه لیوس (leuc) برگرفته از لیوک (leuk) در زبان لاتین است که خود برگرفته از لیوکوس (leukos) یونانی به معنای «سفید» است.

## جزئیات
سفیدگرایی (لیوسیسم) اصطلاحی کلی برای فنوتیپی است که از کمبود سلول رنگدانه ناشی می‌شود. این کمبود به دلیل کم شدن پخش و مهاجرت سلول‌های رنگدانه‌ای از تاج عصبی به سوی پوست، مو، یا پرها در هنگام ریخت‌سازی (Morphogenesis) پدید می‌آید. چنین چیزی یا کل سطح بدن یا بخشی از آن را با کمبود رنگدانه مواجه می‌کند.
غیبت کامل رنگدانه‌ها کمتر معمول است ولی اغلب نبود رنگدانه در بخش‌هایی از بدن دیده می‌شود که به شکل الگوهای غیرعادی رنگ سفید بر روی بدن جانوری پدید می‌آید که در غیر آن صورت پوستی با رنگ‌آمیزی طبیعی می‌داشت. چنین چیزی در میان اسب‌ها، گاوها، گربه‌ها، سگ‌ها، کلاغ‌های شهری و بسیاری دیگر از جانوران دیده می‌شود.

## نگارخانه

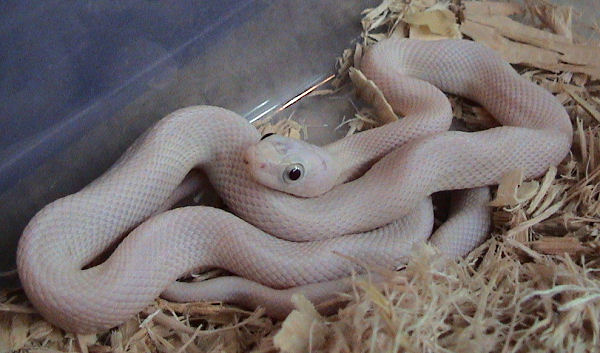
مار موش‌خوار تگزاس دارای سفیدگرایی (Elaphe obsoleta)
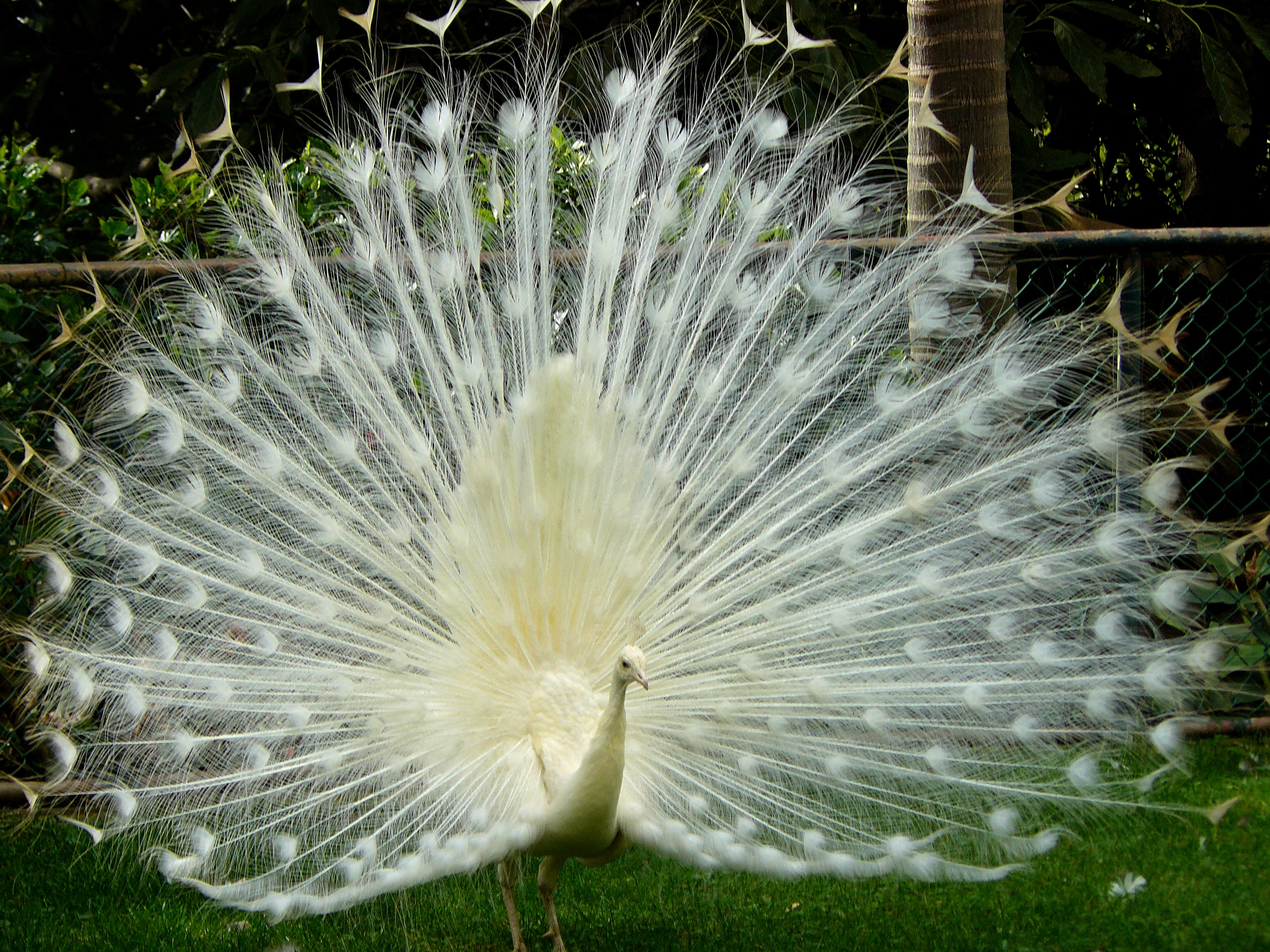
طاووس هندی دارای سفیدگرایی (Pavo cristatus)
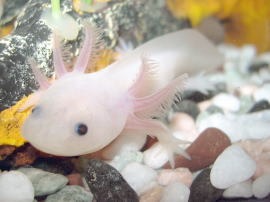
سمندر مکزیکی دارای سفیدگرایی (Ambystoma mexicanum)
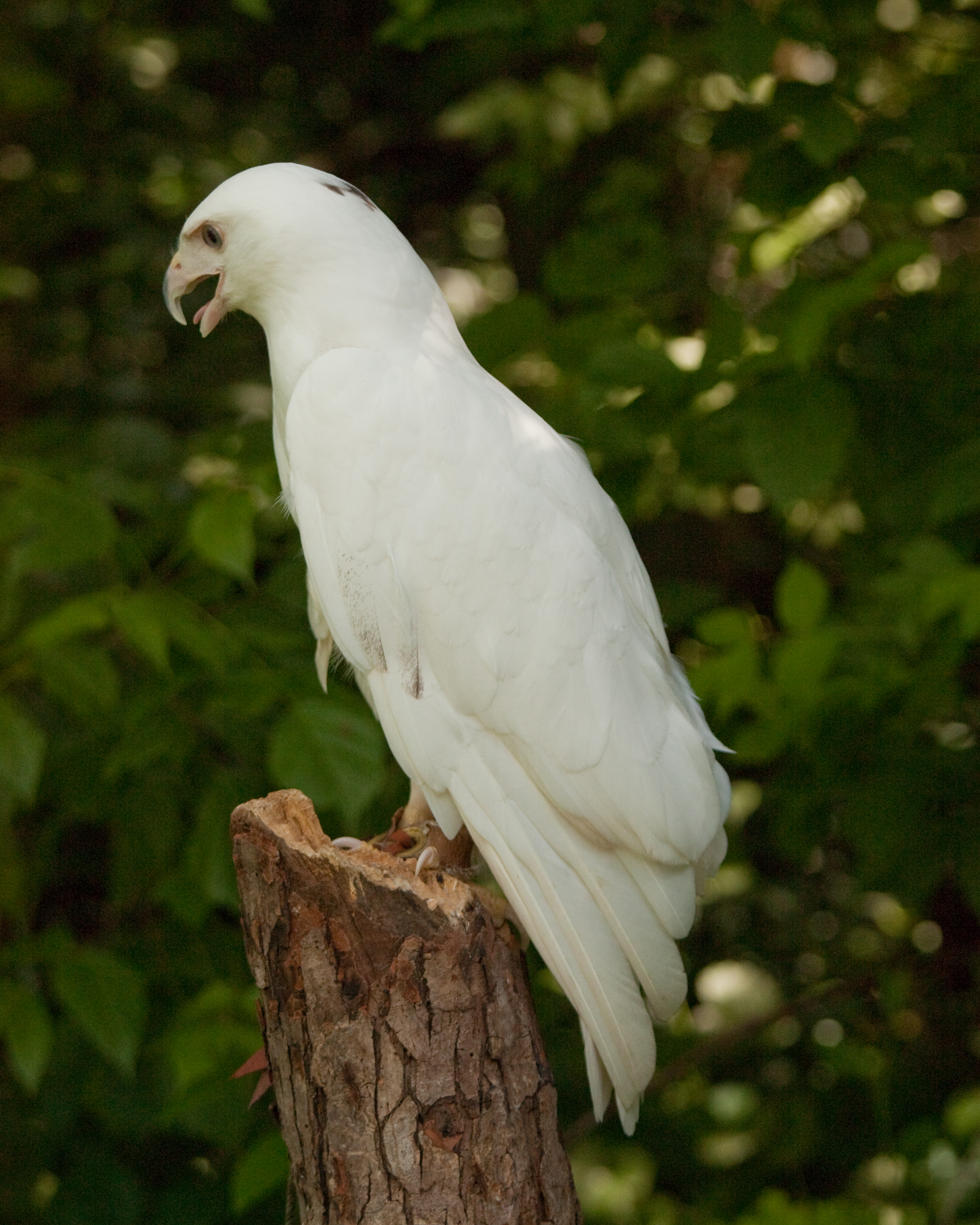
باز دم‌سرخ دارای سفیدگرایی (Buteo jamaicensis)